# Satu Carlsten
Satu Orvokki Carlsten, född Aho 4 september 1940 i Finland, är en svensk textilkonstnär.
Carlsten kom till Sverige som krigsbarn. I den nya familjen fick hon tidigt lära sig att knyppla. Hon utbildade sig vid Konstfacks textillinje, och öppnade en egen ateljé i Stockholm. Hon var en av Sveriges stora textilformgivare under 1950- och 1960-talen, med bland andra Elsa Agélii, Ingrid Dessau, Raine Navin och Ingrid Skerfe-Nilsson.
Mellan 1957 och 1959 komponerade hon ett antal mönster för Östergötlands hemslöjdsförening. Hon har även formgivit duken "Tulpan", som är representerad på Föreningen svenska spetsar. Hon har bland annat fått kulturstipendium från Stockholms stad för sin konst.